# Geoffrey Jourdren
Geoffrey Jourdren (Paris, Francia, 4 de febrero de 1986) es un futbolista francés que juega como guardameta y se encuentra sin equipo.

## Clubes
| Club                 | País    | Año       | Partidos | Goles |
| -------------------- | ------- | --------- | -------- | ----- |
| Montpellier H. S. C. | Francia | 2016-2017 | 288      | 0     |
| A. S. Nancy-Lorraine | Francia | 2017-2018 | 24       | 0     |

## Palmarés

### Títulos nacionales
| Título  | Club                 | País    | Año     |
| ------- | -------------------- | ------- | ------- |
| Ligue 1 | Montpellier H. S. C. | Francia | 2011-12 |